# Chío
Chío è un quartiere del comune di Guía de Isora (Tenerife) di 2.251 abitanti situato nella comunità autonoma delle Canarie.

## Geografia
Chío è il quartiere principale nel nord-ovest di Guía de Isora; situato a 680 m s.l.m., al centro di una vasta piattaforma carsica a tre chilometri dal centro della città di Guía de Isora. Alcalá si trovà nella zona costiera: a nord di Chío, è situata la città di Tamaimo, appartenente al comune di Santiago del Teide.